# Beta Ray Bill
Beta Ray Bill, conosciuto anche come Beta Ray Thor, è un personaggio immaginario dei fumetti creato da Walter Simonson, pubblicato dalla Marvel Comics. La sua prima apparizione avviene in The Mighty Thor (vol. 1) n. 337 nel novembre 1983.

## Biografia del personaggio

Mjolnir, in primo piano, tenuto da Thor (a sinistra) e Beta Ray Bill (a destra)

Beta Ray Bill è un Supereroe creato dai Korbiniti , una pacifica razza aliena. In passato avevano perso il loro pianeta a causa del demone Surtur. Gli scienziati pertanto radunarono i combattenti più valorosi e fusero le loro anime in un corpo costruito artificialmente. Beta Ray Bill vagò insieme al "Skutteblut", una nave spaziale dotata di un'intelligenza artificiale, alla ricerca di un nuovo pianeta abitabile per il suo popolo. Beta Ray Bill giunse in una zona dello spazio sorvegliata dallo S.H.I.E.L.D., i quali, preoccupati, inviarono Thor, che per entrare forò la nave aliena; Beta Ray Bill lo scambiò per un demone che aveva attaccato la sua razza. Skutteblutt atterrò sulla terra per cercare qualcuno che la potesse riparare ma, quando atterrarono, Beta Ray Bill venne circondato dagli agenti dello S.H.I.E.L.D. Sollevando il martello di Thor, ottenne immediatamente la forza di Thor e altri suoi poteri.
Odino richiamò Thor ma fu Bill a giungere sul Ásgarðr, in quanto in quell'istante impugnava il martello di Thor: il dio gli chiese cos'era successo a Thor e come avesse ottenuto il Mjolnir. Beta Ray Bill rispose che non sapeva chi fosse Thor e che aveva ottenuto il martello vincendo uno scontro leale. Tra varie discussioni Odino richiamò Thor ad Asgard e gli spiegò che il motivo per cui voleva parlare al figlio era di difendere i Korbiniti. Dopo un altro scontro tra Bill e Thor, Odino costruì un nuovo martello, Stormbreaker, poiché non voleva che il figlio fosse privato del potere del Mjolnir. Durante la guerra di Odino contro Surtur per difendere i Korbiniti, si instaurò un'amicizia tra Bill e Sif durata fino alla fine della guerra quando Bill trovò un nuovo pianeta per la sua gente.
Poiché durante lo scontro con l'elfo oscuro Malekith, venne liberato il potere dello scrigno degli antichi inverni su Midgard (così è chiamata la Terra dagli Aesir), il demone Surtur vi ebbe accesso. Durante il Ragnarǫk fu convinto dal potere di Odino infuso nel suo martello, a tornare su Asgard appena in tempo, per impedire che Thor venisse ucciso.
Thor poi chiese a Bill di sostituirlo come suo capo degli Asgardiani, mentre lui si apprestava a cercare la forza di Odino e la saggezza delle rune, nella speranza di fermare la guerra.
Quando Thor cancellò gli Asgardiani per porre fine alla tortura del Ragnarok, salvò solo Bill.
Tornato al suo pianeta, Bill dovette affrontare Galactus che si apprestava a divorare il suo mondo. Dopo aver affrontato Alpha Ray Bill, un suo "prototipo" affrontò Galactus. Nel duello scalfì l'armatura di Galactus e questo fece crescere la furia di Stardust, uno degli araldi del divoratore di mondi, che perseguì l'alieno e rubò il metaglobo, dove erano state messe le anime del suo popolo.
Nello scontro, Stardust aprì un portale verso un inferno cosmico, nella certezza di sconfiggere Bill, ma venne afferrato da qualcosa che rassomigliava a un ramo. Dopo che Bill lo ebbe tagliato ed essersi liberato, questo "ramo" si trasformò in Asteroth, un essere forte più di Stardust, intenzionato a divorare l'universo. Stardust e Bill si allearono per sconfiggere la "bestia", e, quando sembrava che Bill fosse sul punto di morire, venne condotto in salvo da entità superiori, che, in segno di riconoscenza per aver fermato quella minaccia, lo condussero ad Asgard. Qui trovò un mondo in rovina e dovette affrontare Asteroth in una nuova forma, simile a lui nell'aspetto e facendosi chiamare Omega Ray, ma sopravvisse avendo assorbito le anime dei Korbiniti.
Dopo aver nuovamente sconfitto il mostro, ed essere morto, venne probabilmente salvato da Thor e resuscitato sulla terra, nel corpo di un terrestre. Qui affrontò, in collaborazione con l'Uomo Ragno, il Cinghiale, dopodiché partì in cerca di avventure.
Dopo la disfatta dei supereroi canadesi Alpha Flight, si unisce in battaglia al nuovo supergruppo, gli Omega Flight, sacrificandosi per la loro salvezza, rimanendo prigioniero in una dimensione infernale insieme al demone contro il quale stava combattendo.

## Poteri e abilità
Beta Ray Bill detiene tutti i poteri di Thor, difatti il suo martello mistico, Stormbreaker, venne forgiato da Odino e possiede tutte le abilità del Mjolnir: gli permette di controllare a proprio piacimento i fenomeni atmosferici, come turbini, fulmini e tempeste, di incanalare energia nel potente raggio God Blast, di aprire portali e varchi magici che lo conducano ovunque esso desideri, amplificando la sua forza fisica.
È capace di volare a grandissime velocità (può addirittura volare alla velocità della luce) e ha un notevole fattore di guarigione, infatti guarisce in pochi minuti dalle ferite che subisce (ed è molto difficile ferirlo essendo il suo corpo molto resistente). 
Come gli dei Asgardiani è immune agli effetti dell'invecchiamento rendendolo effettivamente immortale.
Ha inoltre la stessa abilità nel combattimento del Dio del Tuono, tant'è che è riuscito a battere Thor, quando i due non avevano i martelli incantati. I suoi livelli di forza e resistenza, privi dello Stormbreaker, sono equivalenti o di poco superiori a quelli di Thor quando non impugna il Mjolnir. Può resistere ai più terribili attacchi, ed in passato, con un espediente, è stato perfino in grado di ferire Galactus.

## Altri media
- Il personaggio appare nella settima puntata della serie animata Silver Surfer: in questa serie, mentre si trovava in una realtà fittizia, possiede i suoi superpoteri.
- Beta Ray Bill appare inoltre nel film d'animazione Planet Hulk e nel videogioco Marvel: La Grande Alleanza, dove lo si può selezionare con il terzo costume di Thor. Nel gioco inoltre gli è riservata una schermata di caricamento.
- Compare anche in un episodio della serie Avengers - I più potenti eroi della Terra e come cameo o Easter Egg nel film Guardiani della Galassia all'interno di una teca di vetro nel museo del collezionista.
- Appare come Eroe giocabile in Marvel: Avengers Alliance.
- Beta Ray Bill appare come personaggio giocabile in LEGO Marvel Super Heroes, Lego Marvel's Avengers, e LEGO Marvel Super Heroes 2.
- Il personaggio è una delle uniformi di Thor nel gioco "Thor the dark world" della Gameloft.
- Beta Ray Bill compare raffigurato da una statua nel film del MCU Thor: Ragnarok.
- Il martello Stormbreaker viene forgiato e usato da Thor nel film Avengers: Infinity War come nuova arma incantata in sostituzione di Mjolnir.